# Christian Grenier
Christian Grenier (Parigi, 26 giugno 1945) è uno scrittore francese di romanzi e letteratura per l'infanzia e la gioventù. Altri suoi generi letterari sono la fantascienza e il poliziesco.

## Biografia
Nato a Parigi nel 1945 da due attori di teatro, Christian Grenier è immerso sin dall'infanzia nel teatro a tal punto di voler diventare attore. I suoi genitori sono contrari, quindi sceglie di studiare lettere e di diventare insegnante. È alle scuole medie che scopre la passione per la fantascienza; dalla progressiva conquista dello spazio, sin dalla fine degli anni '50, vuole esplorare l'universo.
Ha ricevuto il Premio ORTF nel 1972 con il suo libro La macchina, che segna l'inizio della sua carriera come scrittore.
Nel 1990 lasciò il suo lavoro da insegnante e si dedicò completamente alla scrittura e alla cura di sua moglie e dei suoi due amati bambini.